# Cầu Xích ở Budapest
Cầu xích Széchenyi, hay Cầu Xích (tiếng Hungary: Széchenyi lánchíd hoặc lánchid, tiếng Anh: Széchenyi Chain Bridge) là một trong những cây cầu tuyệt đẹp và nổi tiếng ở Budapest, Hungary. Cây cầu này bắc qua sông Danube để nối liền giữa hai khu vực Buda và Pest. Cầu xích Széchenyi có tổng chiều dài là 380 mét và tổng chiều rộng đạt 14,5 mét.

## Lịch sử
Cầu xích Széchenyi bắt đầu được xây dựng vào năm 1839, và được đưa vào sử dụng từ ngày 20 tháng 11 năm 1849. Tác giả thiết kế công trình này là kỹ sư người Anh William Tierney Clark. Cây cầu được đặt theo tên của chính trị gia người Hungary István Széchenyi. Ông cũng chính là người đưa ra sáng kiến xây dựng công trình kiến trúc này. Một trong những nhà tài trợ cho việc xây dựng cầu là doanh nhân người Áo gốc Hy Lạp, kiêm chủ ngân hàng và nhà từ thiện Georgios Sinas.
Cầu xích Széchenyi bị cho nổ tung trong Chiến tranh thế giới thứ hai, nên sau đó được xây dựng lại vào năm 1949. Cầu đi vào hoạt động trở lại vào ngày 20 tháng 11 năm 1949, đúng vào dịp kỷ niệm 100 năm ngày khánh thành cầu.

## Nét độc đáo
- Cầu xích Széchenyi từng xuất hiện trong rất nhiều bộ phim bom tấn, chẳng hạn: I Spy, Au Pair, Walking with the Enemy and Spy, và nhiều bộ phim khác.
- Những con sư tử canh hai đầu cầu là tác phẩm của nhà điêu khắc János Marschalkó. Truyền thuyết kể rằng các chú sư tử được tạc ra mà không có lưỡi. Đây là điều không đúng sự thật. Các chú sư tử có lưỡi, nhưng người qua đường không thể trông thấy vì ở góc độ thấp (tác phẩm sư tử đặt ở độ cao ba mét).

## Hình ảnh

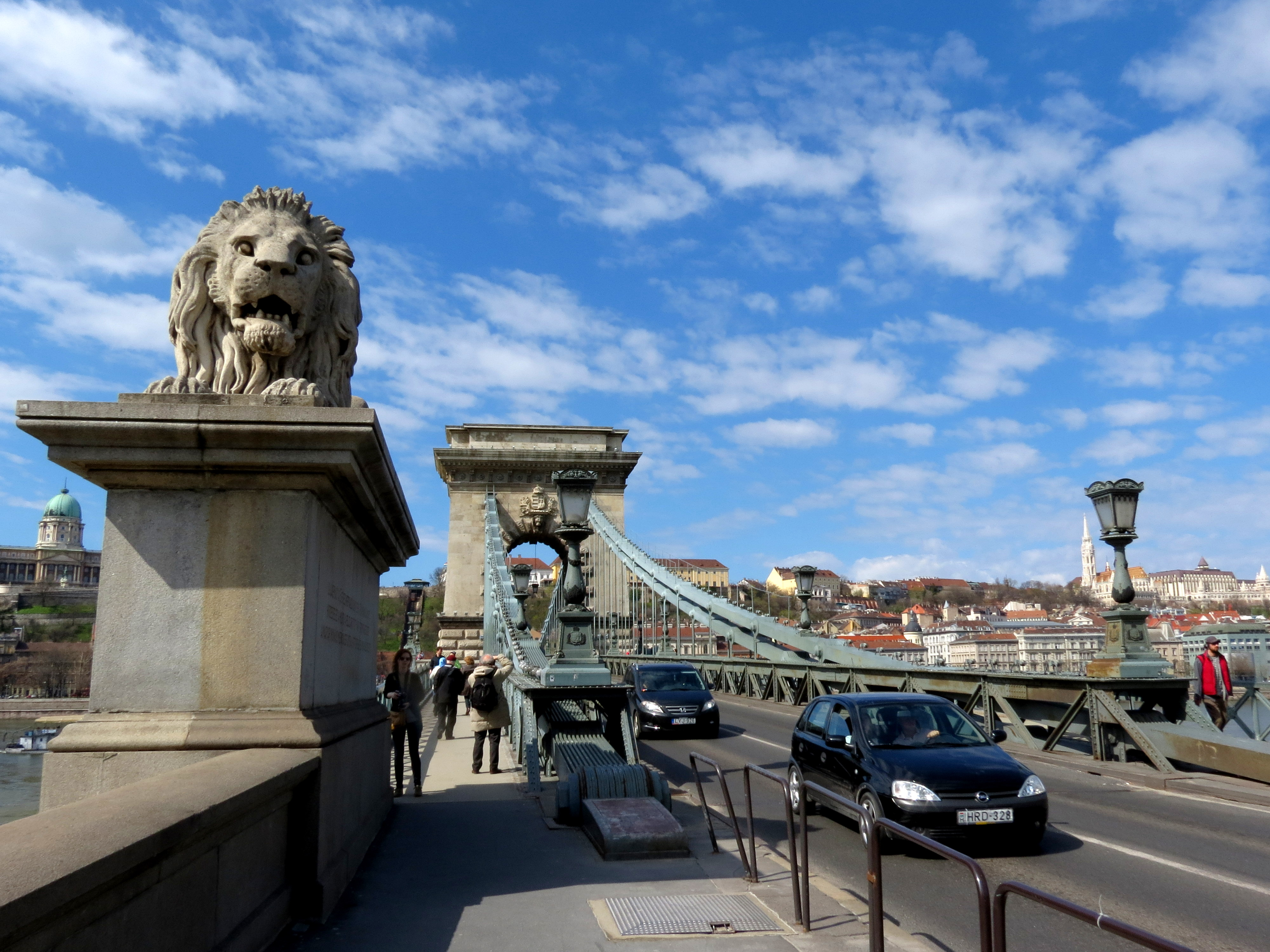
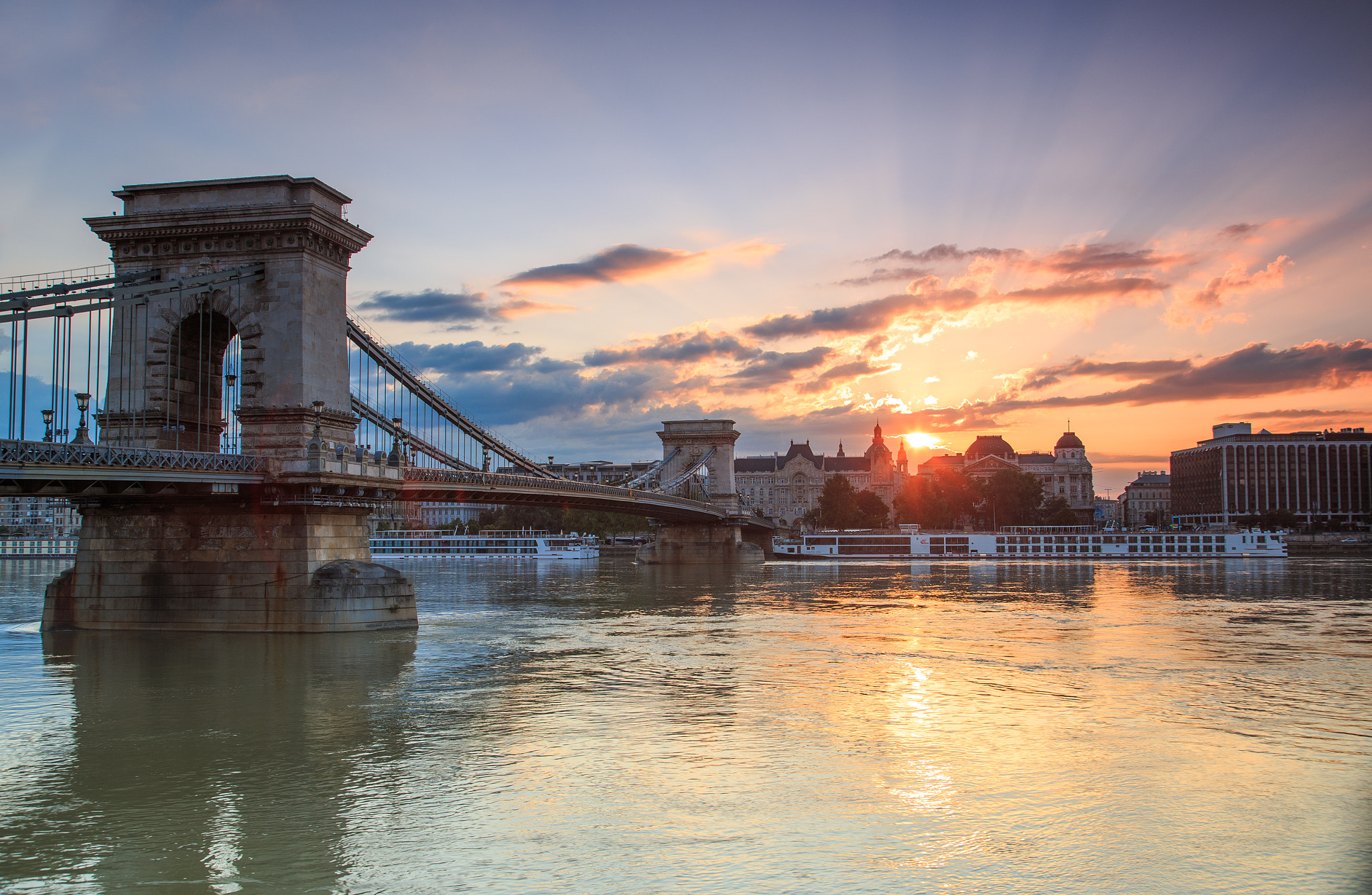
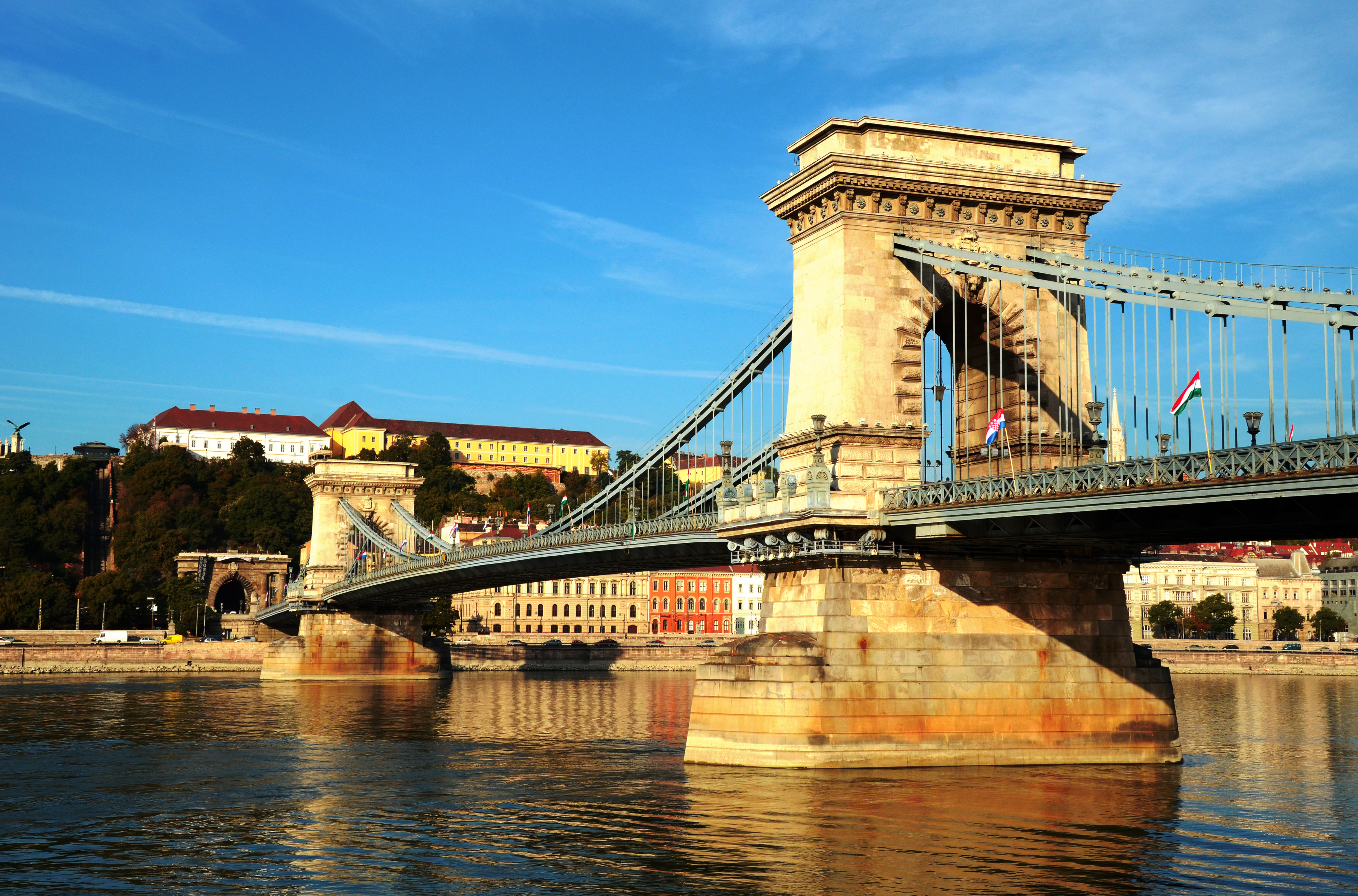